# Dossenus redundans
Dossenus redundans är en spindelart som beskrevs av Norman I. Platnick 1993. Dossenus redundans ingår i släktet Dossenus och familjen Trechaleidae. Inga underarter finns listade i Catalogue of Life.